# Psophode babillard
Psophodes cristatus
Espèce
Statut de conservation UICN

 LC  : Préoccupation mineure
Le Psophode babillard (Psophodes cristatus) est une espèce de passereaux appartenant à la famille des Psophodidae.

## Répartition
Il est endémique en Australie.